# Nouvelle cuisine

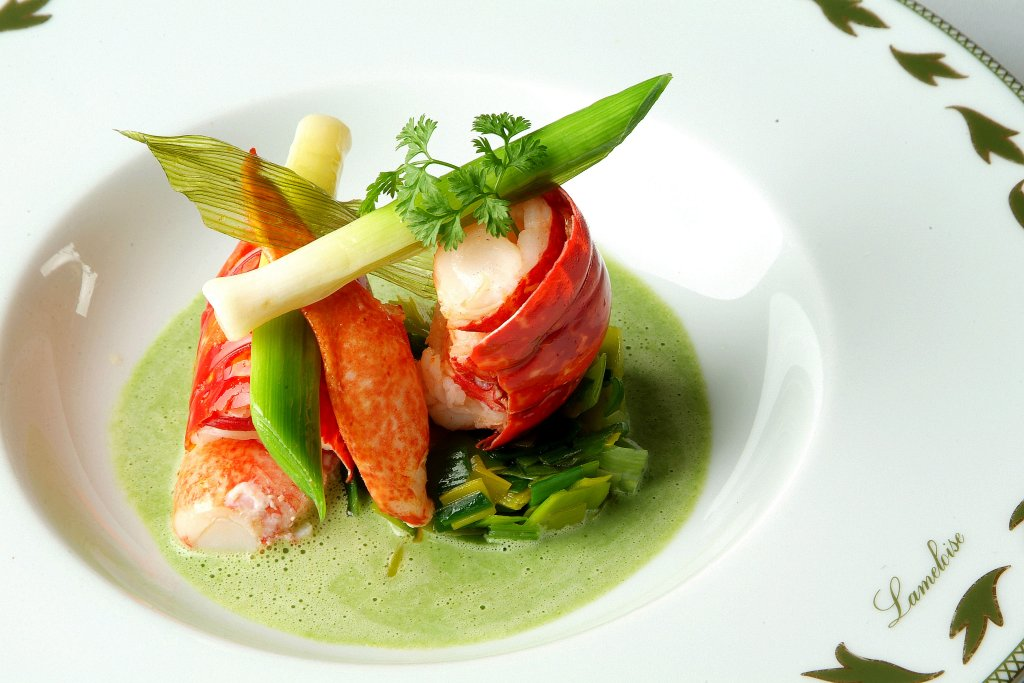
Potrawa w stylu nouvelle cuisine

Nouvelle cuisine (z języka francuskiego nowa kuchnia) – styl w gastronomii wywodzący się z Francji i powstały w latach 1960-70. Ruch, określany jako rewolucyjny, zrywał z dotychczasowymi zasadami rządzącymi tradycyjną kuchnią francuską.

## Historia

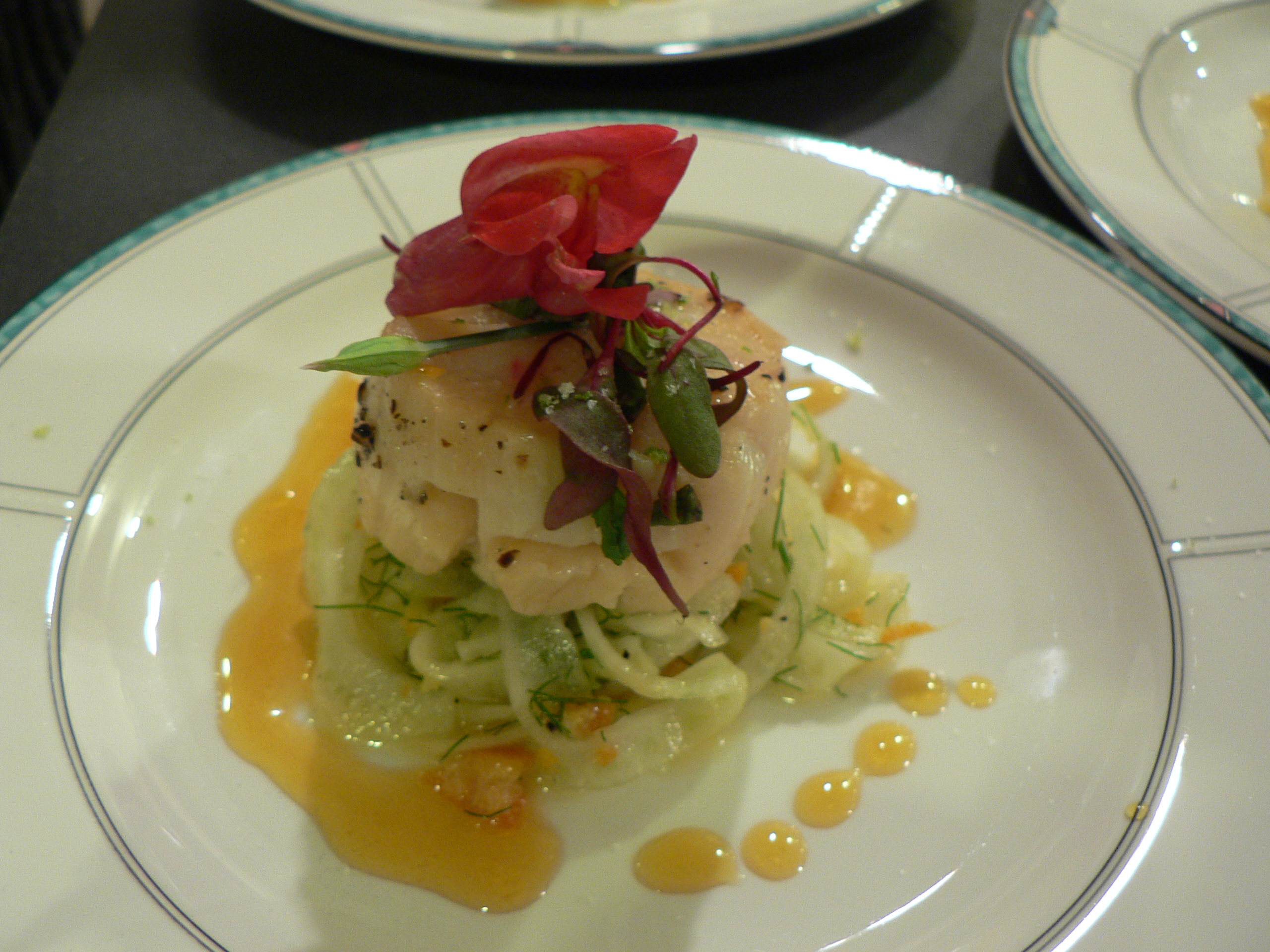
Przegrzebek w sosie mandarynkowym

Do lat 60. XX wieku dominowała kuchnia tradycyjna o ściśle określonym doborze potraw i technologii ich przygotowania, zwana haute cuisine. Młodsi kucharze czuli się niewygodnie z narzuconymi ograniczeniami. Pionierem nowego stylu przygotowywania potraw był Fernand Point, którego eksperymenty zachęciły uczniów do jeszcze śmielszych i odważniejszych poczynań. Twórcami nouvelle cuisine byli uczniowie Pointa, m.in. Paul Bocuse, André Gayot, Christian Millau i Henri Gault. Od 1969 trzej ostatni wydawali miesięcznik „Le Nouveau Guide”, który idąc pod prąd kulinarnych tradycji tamtych czasów, promował artystyczne przygotowywanie potrawy, nowe techniki kulinarne i świeże składniki. W 1972 Gault nazwał ten trend nouvelle cuisine, aczkolwiek, jak stwierdził ex post, bardziej pasowałaby nazwa la cuisine libre (wolna kuchnia). Termin pojawił się po raz pierwszy w książce  Gault et Millau se mettent a table (pol. Gault i Millau siadają do stołu). Krytycy związani z nouvelle cuisine kontestowali przewodnik kulinarny Michelina, będący według nich bastionem kuchni konserwatywnej, nieuwzględniającej osiągnięć nowej fali kucharzy. Wydali przewodnik Le Nouveau Guide, opozycyjny do Michelina, którym otwarcie gardzili.

## Istotanouvelle cuisine
Założeniem było podkreślenie naturalnych smaków, konsystencji i kolorów kosztem zawartości cukrów, węglowodanów i tłuszczów, a także odważne kombinacje składników i potraw. Dla nurtu istotne było również, że nad potrawami pracowano od początku zamiast, jak w przypadku kuchni tradycyjnej, korzystać z częściowo odgrzewanych potraw, co było standardową praktyką restauracji w starym stylu. Składniki w nouvelle cuisine musiały być świeże i markowe. Znacznie zredukowano czas gotowania mięsa, ryb, owoców morza, co miało decydujący wpływ na ich smak i teksturę. Zrezygnowano z zawiesistych i tłustych sosów takich jak np. beszamel. Gotowanie na ogniu zastępowano gotowaniem na parze; stosowano nowoczesny sprzęt kuchenny, m.in. kuchenki mikrofalowe. Czerpano inspirację z kuchni regionalnych i cudzoziemskich. Nouvelle cuisine zmieniła sposób prezentacji potraw, opierając go m.in. na kuchni japońskiej. Kucharze przygotowywali talerze z potrawami w kuchni, a nie jak dotąd przy stole. W przeciwieństwie do kuchni tradycyjnej, kucharze nouvelle cuisine liczyli się z zaleceniami dietetycznymi, których musieli przestrzegać ich klienci.

## Manifestnouvelle cuisine

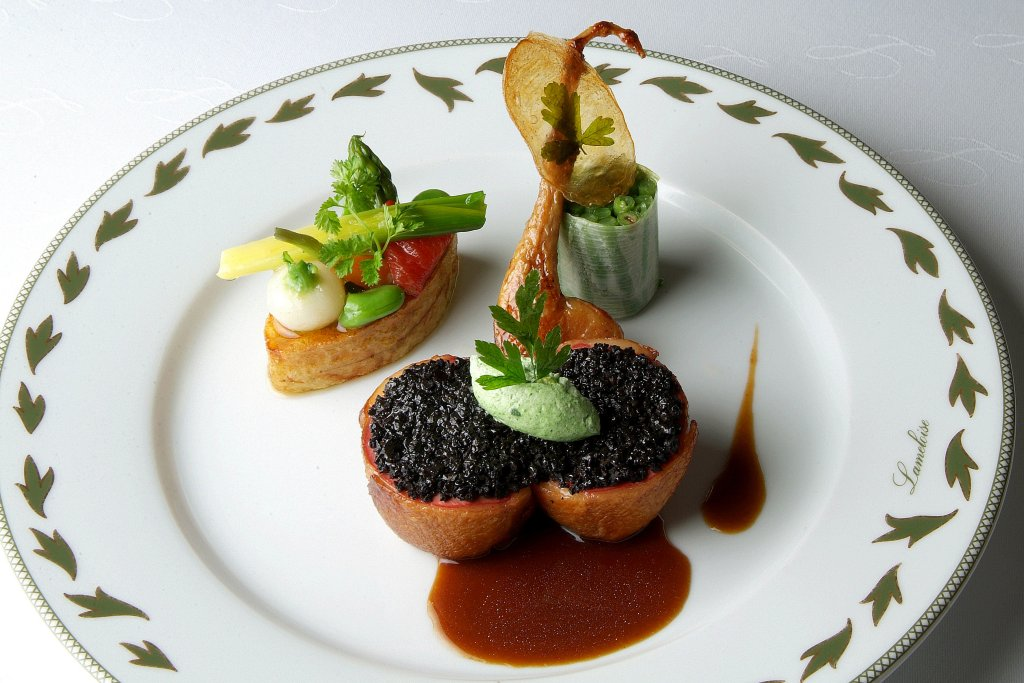
Potrawa w stylu nouvelle cuisine Jaquesa Lamellose

W roku 1973 Gault opublikował 10 przykazań nouvelle cuisine nakazujących:
- nieprzegotowywanie potraw
- używanie produktów świeżych i wysokiej jakości
- nieobfite menu
- niepopadanie w modernistyczną przesadę
- poszukiwanie nowych technik gotowania i inwencję
- unikania pikli, żywności sfermentowanej i nadmiernie przetworzonej
- wyeliminowanie zawiesistych sosów
- gotowanie w myśl zasad opracowanych przez dietetyków
- umiar w prezentacjach

## Krytyka i wpływ
Nouvelle cuisine była krytykowana z wielu pozycji. Była postrzegana jako zagrożenie dla tradycji kulinarnej Francji. Za granicą, zwłaszcza w Stanach Zjednoczonych, zarzucano jej brak logiki i lekceważenie wielkości i sławy kuchni tradycyjnej. Krytyk kulinarny Julia Child krytykowała nowy styl za zbyt krótką obróbkę termiczną mięsa i warzyw, co jakoby miało pozbawiać je właściwego smaku. Krytyka wskazywała również na niekonsekwencję i brak jednego kierunku zmian, francuski restaurator Andre Daguin stwierdził: „Wszyscy o tym mówią, ale nikt nie wie, co to jest”. Zarzuty co do samych potraw nouvelle cuisine dotyczyły małych porcji oraz wysokich cen. Mimo fali krytyki nouvelle cuisine wyznaczyła nowe trendy w światowej gastronomii. Zwolennicy trendu wskazywali na zalety zdrowotne i na rezygnację z żywności produkowanej w sposób przemysłowy, a także na świeżość i oryginalność smaków. Oceniana jest nie tylko w kategorii nowych trendów w gastronomii, ale również jako ruch społeczny.